# Ммопане
Ммопане (англ. Mmopane) — населённый пункт сельского типа на юго-востоке Ботсваны, на территории округа Квененг.

## Географическое положение
Деревня расположена в юго-восточной части округа, примерно в 15 км от столицы страны, города Габороне, на высоте 1010 м над уровнем моря.

## Население
По данным переписи 2011 года население деревни составляет 14 655 человек.
Динамика численности населения деревни по годам:
| 1991 | 2001 | 2011   | 2013   |
| ---- | ---- | ------ | ------ |
| 1249 | 3512 | 14 655 | 17 722 |